# Polsko na Zimních olympijských hrách 1960
Polsko na Zimních olympijských hrách 1960 reprezentovalo 13 sportovců (7 mužů a 6 žen) ve 4 sportech.

## Medailisté
| Medaile | Jméno               | Sport          | Disciplína   |
| ------- | ------------------- | -------------- | ------------ |
| Stříbro | Elwira Seroczyńská  | rychlobruslení | ženy 1 500 m |
| Bronz   | Helena Pilejczyková | rychlobruslení | ženy 1 500 m |